# Liberianische Volleyballnationalmannschaft der Männer
Die liberianische Volleyballnationalmannschaft der Männer ist die Auswahl liberianischer Volleyballspieler, welche die Liberia Volleyball Federation (LVF) auf internationaler Ebene, beispielsweise in Freundschaftsspielen gegen die Auswahlmannschaften anderer nationaler Verbände, aber auch bei internationalen Wettbewerben repräsentiert. 1987 trat der nationale Verband dem Weltverband Fédération Internationale de Volleyball (FIVB) bei. Im Oktober 2021 wurde die Mannschaft auf dem 20. Platz der kontinentalen Rangliste geführt.

## Internationale Wettbewerbe

### Liberia bei Weltmeisterschaften
Die Mannschaft konnte sich bisher nicht für eine Weltmeisterschaft qualifizieren.

### Liberia bei Olympischen Spielen
Bisher gelang es der Mannschaft nicht, sich für die olympischen Wettbewerbe zu qualifizieren.

### Liberia bei Afrikameisterschaften
Die Mannschaft kann bisher keine Teilnahmen an der Afrikameisterschaft vorweisen.

### Liberia bei den Afrikaspielen
Liberias Volleyballnationalmannschaft der Männer nahm bisher nicht an den Wettbewerben der Afrikaspiele teil.

### Liberia beim World Cup
Liberia kann bisher keine Teilnahme am World Cup – dem Qualifikationsturnier für die Olympischen Spiele – vorweisen.

### Liberia in der Weltliga
Die Weltliga fand bisher ohne liberianische Beteiligung statt.